# Сільвія Дісдері
Сільвія Дісдері (італ. Silvia Disderi; нар. 10 липня 1983) — колишня італійська тенісистка.
Найвищу одиночну позицію світового рейтингу — 329 місце досягла 13 травня 2002, парну — 196 місце — 5 листопада 2007 року.
Здобула 2 одиночні та 12 парних титулів туру ITF.
Завершила кар'єру 2009 року.

## Фінали ITF

### Одиночний розряд: 6 (2–4)
| Легенда         |
| --------------- |
| турніри $25,000 |
| турніри $10,000 |

| Фінали за покриттям |
| ------------------- |
| Тверде (1–1)        |
| Ґрунт (1–3)         |

| Результат | Ранг | Дата            | Турнір                        | Покриття | Суперниця              | Рахунок       |
| --------- | ---- | --------------- | ----------------------------- | -------- | ---------------------- | ------------- |
| Перемога  | 1    | 16 лютого 2003  | ITF Албуфейра, Португалія     | Тверде   | Сільвія Монтеро        | 6–1, 6–1      |
| Поразка   | 1    | 2 березня 2003  | ITF Гран-Канарія, Іспанія     | Ґрунт    | Марта Фрага            | 3–6, 5–7      |
| Перемога  | 2    | 18 травня 2003  | ITF Казале-Монферрато, Італія | Ґрунт    | Матея Межак            | 6–1, 1–6, 6–2 |
| Поразка   | 2    | 19 березня 2006 | ITF Каїр, Єгипет              | Ґрунт    | Галина Фокіна          | 5–7, 3–6      |
| Поразка   | 3    | 20 вересня 2008 | ITF Казале-Монферрато, Італія | Ґрунт    | Матея Межак            | 5–7, 6–2, 1–6 |
| Поразка   | 4    | 25 жовтня 2008  | ITF Ористано, Італія          | Тверде   | Джулія Гатто-Монтіконе | 2–6, 2–6      |

### Парний розряд: 25 (12–13)
| Легенда         |
| --------------- |
| турніри $50,000 |
| турніри $25,000 |
| турніри $10,000 |

| Фінали за покриттям |
| ------------------- |
| Тверде (6–1)        |
| Ґрунт (6–12)        |
| Килим (0–0)         |

| Результат | Ранг | Дата              | Турнір                           | Покриття   | Партнерка              | Суперниці                            | Рахунок          |
| --------- | ---- | ----------------- | -------------------------------- | ---------- | ---------------------- | ------------------------------------ | ---------------- |
| Перемога  | 1    | 1 травня 1999     | ITF Мальє, Італія                | Ґрунт      | Анна Флоріс            | Штефані Гайднер Хорхеліна Торті      | 6–0, 2–6, 6–2    |
| Перемога  | 2    | 15 липня 2000     | ITF Сецце, Італія                | Ґрунт      | Марія-Летіція Дзавальї | Діна Мілошевич Ленка Тароскова       | 6–4, 0–6, 7–6(4) |
| Поразка   | 1    | 26 серпня 2000    | ITF Кунео, Італія                | Ґрунт      | Анна Флоріс            | Марія Елена Камерін Мара Сантанджело | 5–7, 2–6         |
| Перемога  | 3    | 1 вересня 2001    | ITF Сполето, Італія              | Ґрунт      | Анна Флоріс            | Штефані Гайднер Лусіана Масанте      | 6–4, 7–5         |
| Поразка   | 2    | 24 листопада 2001 | ITF Майорка, Іспанія             | Ґрунт      | Анна Флоріс            | Даніела Клеменшиц Сандра Клеменшиц   | 5–7, 4–6         |
| Поразка   | 3    | 1 грудня 2001     | ITF Майорка, Іспанія             | Ґрунт      | Анна Флоріс            | Даніела Клеменшиц Сандра Клеменшиц   | 3–6, 4–6         |
| Перемога  | 4    | 16 лютого 2002    | ITF Бергамо, Італія              | Тверде (i) | Штефані Гайднер        | Зузана Гейдова Рената Кучерова       | 7–5, 6–3         |
| Поразка   | 4    | 16 березня 2002   | ITF Макарська, Хорватія          | Ґрунт      | Зузана Гейдова         | Тіна Герголд Євгенія Савранська      | 3–6, 5–7         |
| Поразка   | 5    | 30 березня 2002   | ITF Рим, Італія                  | Ґрунт      | Milica Koprivica       | Клаудія Івоне Дінара Сафіна          | 4–6, 3–6         |
| Перемога  | 5    | 24 серпня 2002    | ITF Чивітанова, Італія           | Ґрунт      | Оана-Елена Голімбйоскі | Ніколе Клеріко Ірина Смірнова        | 6–3, 6–2         |
| Поразка   | 6    | 1 вересня 2002    | ITF Сполето, Італія              | Ґрунт      | Штефані Гайднер        | Аліче Канепа Емілі Стеллато          | 2–6, 2–6         |
| Перемога  | 6    | 8 лютого 2003     | ITF Валі-ду-Лобу, Португалія     | Тверде     | Джулія Меруцці         | Джорджа Мортелло Івана Вишич         | 6–0, 6–2         |
| Перемога  | 7    | 15 лютого 2003    | ITF Албуфейра, Португалія        | Тверде     | Джулія Меруцці         | Кільдін Шевальє Анна Говкінс         | 6–2, 6–4         |
| Поразка   | 7    | 29 березня 2003   | ITF Рим, Італія                  | Ґрунт      | Джулія Меруцці         | Аліче Канепа Емілі Стеллато          | 3–6, 1–6         |
| Перемога  | 8    | 2 серпня 2003     | ITF Гардоне-Валь-Тромпія, Італія | Ґрунт      | Кільдін Шевальє        | Даніела Клеменшиц Сандра Клеменшиц   | 6–4, 6–2         |
| Поразка   | 8    | 12 червня 2004    | ITF Алкобаса, Португалія         | Тверде     | Кріція Боргарелло      | Аланна Бродерік Меган Мултон-Леві    | 5–7, 1–6         |
| Перемога  | 9    | 11 червня 2005    | ITF Назаре, Португалія           | Тверде     | Жоана Кортез           | Пемра Озген Нана Уротадзе            | 6–7(3), 6–1, 6–4 |
| Поразка   | 9    | 15 липня 2005     | ITF Монтероні, Італія            | Ґрунт      | Джорджа Мортелло       | Джулія Меруцці Вердіана Верарді      | 6–7(4), 6–7(1)   |
| Перемога  | 10   | 20 серпня 2005    | ITF Єзі, Італія                  | Тверде     | Джулія Габба           | Ліенн Бейкер Франческа Любіані       | 6–2, 2–6, 6–4    |
| Поразка   | 10   | 2 вересня 2005    | ITF Вітторія, Італія             | Ґрунт      | Джорджа Мортелло       | Лорен Фішер Карла Суарес Наварро     | 2–6, 3–6         |
| Перемога  | 11   | 18 березня 2006   | ITF Каїр, Єгипет                 | Ґрунт      | Ольґа Брозда           | Катерина Авдієнко Ірина Бремон       | 6–3, 6–1         |
| Поразка   | 11   | 19 травня 2006    | ITF Казерта, Італія              | Ґрунт      | Валентіна Сульпіціо    | Петра Цетковська Сандра Заглавова    | 2–6, 0–6         |
| Поразка   | 12   | 18 листопада 2006 | ITF Довіль, Франція              | Ґрунт (i)  | Ципі Обцилер           | Юлія Бейгельзимер Юліана Федак       | 5–7, 4–6         |
| Поразка   | 13   | 11 травня 2007    | ITF Рабат, Марокко               | Ґрунт      | Самія Меджахді         | Міхаела Бузернеску Мелані Клаффнер   | 4–6, 1–6         |
| Перемога  | 12   | 24 жовтня 2008    | ITF Ористано, Італія             | Тверде     | Джулія Гатто-Монтіконе | Аліче Балдуччі Еліза Саліс           | 6–0, 6–2         |